# Boris Moroekov
Boris Vladimirovitsj Moroekov (Russisch: Бори́с Влади́мирович Моруков) (Moskou, 1 oktober 1941 – aldaar, 1 januari 2015) was een Russisch ruimtevaarder. Moroekov’s eerste en enige ruimtevlucht was STS-106 en begon op 8 september 2000. Het was de 22e vlucht van Atlantis en de tweede van Atlantis naar het Internationaal ruimtestation ISS. Het doel van de missie was het ISS in te richten om een permanente bemanning te kunnen huisvesten.
Moroekov werd in 1989 geselecteerd als astronaut en in 2007 ging hij als astronaut met pensioen. Hij ontving meerdere onderscheidingen en titels, waaronder de eretitel Piloot-Kosmonaut van de Russische Federatie. 